# Allereca ruandana
Allereca ruandana is een hooiwagen uit de familie Assamiidae. De wetenschappelijke naam van Allereca ruandana gaat terug op Roewer.